# Liste d'élections en 1830
Chronologie des élections
- 1826
- 1827
- 1828
- 1829
- 1830
- 1831
- 1832
- 1833
- 1834

Cet article recense les élections organisées durant l'année 1830.

Dans les années 1830, le Royaume-Uni, les États-Unis, la France, la Norvège, le Portugal, l’Espagne, la Belgique et l’éphémère république du Texas (à partir de 1836) procèdent à des élections nationales régulières, toutes au suffrage censitaire masculin.

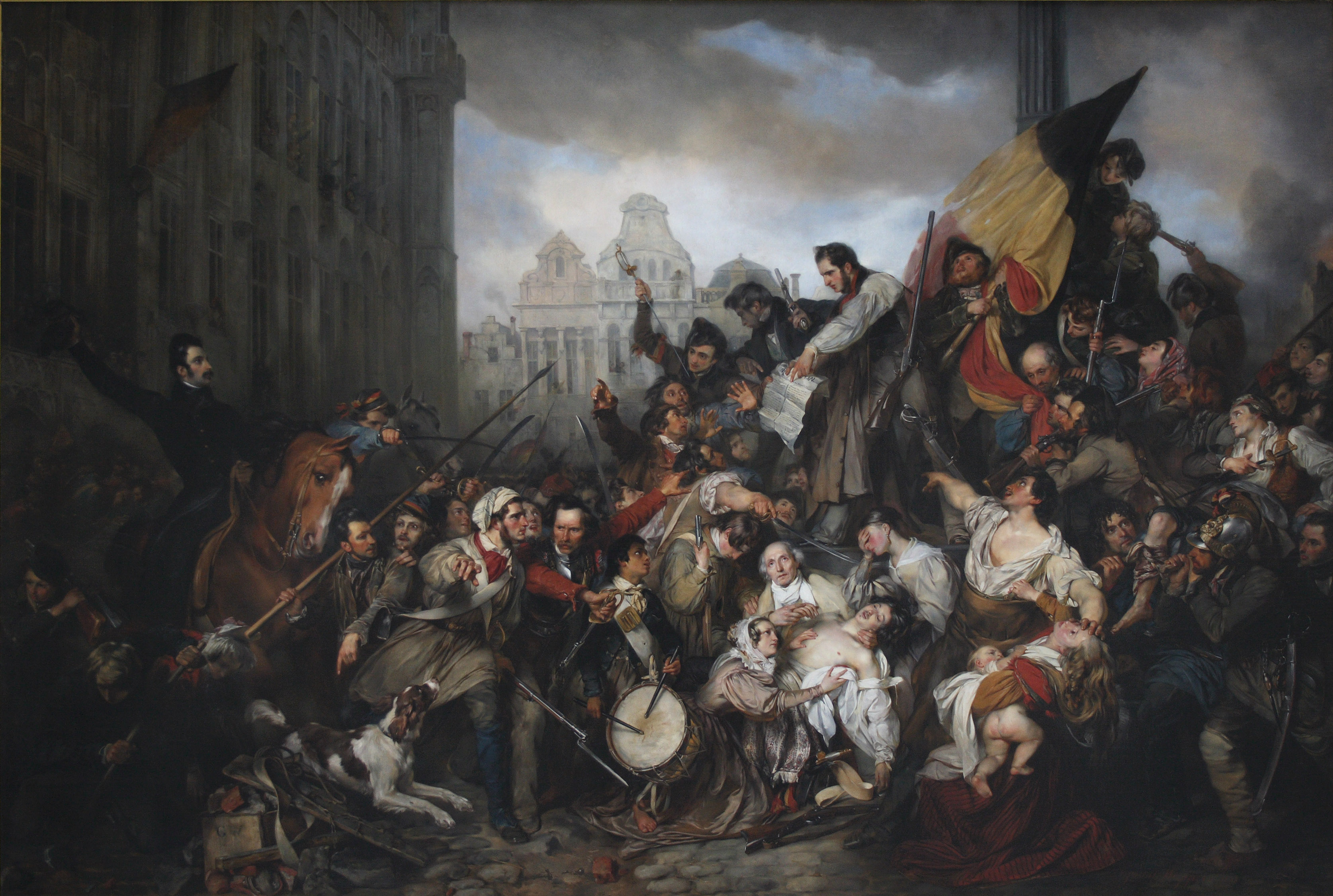
Épisode des Journées de Septembre 1830 sur la place de l'Hôtel de ville de Bruxelles.Peinture de Gustave Wappers représentant la révolution belge de 1830.

## Élections nationales en 1830
| Date                              | État              | Élection ou référendum                    | Contexte | Résultat |
| --------------------------------- | ----------------- | ----------------------------------------- | --- | --- |
| 1829 - janvier 1830               | Serbie            | Législatives (en)                         | Premières élections populaires en Serbie | Cette section est vide, insuffisamment détaillée ou incomplète. Votre aide est la bienvenue ! Comment faire ? |
| 1830                              | Amérique centrale | Fédérales (en)                            | | Cette section est vide, insuffisamment détaillée ou incomplète. Votre aide est la bienvenue ! Comment faire ? |
| 1830                              | Équateur          | Constituantes (es)                        | | Cette section est vide, insuffisamment détaillée ou incomplète. Votre aide est la bienvenue ! Comment faire ? |
| 4 mai                             | Grande Colombie   | Présidentielle (en)                       | | Cette section est vide, insuffisamment détaillée ou incomplète. Votre aide est la bienvenue ! Comment faire ? |
| 5 - 19 juillet                    | France            | Législatives                              | Pour le premier tour, les 3/5 des députés sont élus le 5 juillet, les 2/5 restants étant élus le 13 par la minorité d'électeurs les plus riches, qui votent donc deux fois. Dans certains départements, le scrutin a lieu les 13 et 19 juillet. La majorité des députés ayant exprimé leur opposition au gouvernement ultraroyaliste de Jules de Polignac, le roi Charles X a dissous la Chambre, entraînant des élections anticipées. | Alternance. L'opposition (libéraux et conservateurs modérés) remporte la majorité absolue des sièges. Charles X tente de dissoudre cette chambre nouvellement élue, provoquant ainsi la révolution des « Trois Glorieuses » les 27, 28 et 29 juillet. Le roi abdique le 30 juillet, et son fils Louis renonce au trône également. Le Parlement, qui siège malgré tout, refuse de reconnaître le nouveau roi Henri V, et proclame Louis-Philippe, cousin de Charles, « roi des Français ». C'est la « monarchie de Juillet », constitutionnelle et libérale. Jacques Laffitte (doctrinaire : royaliste modéré et libéral) est nommé président du Conseil des ministres. |
| 29 juillet - 1er septembre        | Royaume-Uni       | Générales                                 | Élections anticipées, le parlement ayant été dissous à la mort du roi George IV. | Parlement sans majorité. Le Parti tory (conservateur), divisé, perd sa majorité absolue des sièges. Les Ultra-Tories, faction dissidente fondée pour protester contre l'octroi du droit de vote aux catholiques en 1829, deviennent la troisième force à la Chambre des communes, derrière le Parti whig (progressiste, libéral). Arthur Wellesley, duc de Wellington et héros de la bataille de Waterloo, demeure Premier ministre à la tête d'un gouvernement minoritaire tory jusqu'en novembre, puis Charles Grey, 2e comte Grey devient Premier ministre à la tête d'un gouvernement whig minoritaire. N'ayant pas de majorité à la Chambre pour introduire son projet de loi de réforme pour la démocratisation du système électoral, le comte Grey obtient du roi Guillaume IV une dissolution du parlement en avril 1831, et la tenue d'élections anticipées. |
| 22 septembre                      | Équateur          | Présidentielle (es)                       | | Cette section est vide, insuffisamment détaillée ou incomplète. Votre aide est la bienvenue ! Comment faire ? |
| 24 octobre 1830                   | Uruguay           | Présidentielle (es)                       | | Cette section est vide, insuffisamment détaillée ou incomplète. Votre aide est la bienvenue ! Comment faire ? |
| 3 novembre                        | Belgique          | Législatives (nl)                         | La révolution belge a éclaté en août pour obtenir l'indépendance du pays vis-à-vis des Pays-Bas. Un Congrès national est convoqué, élu au suffrage censitaire masculin. | Le Congrès confirme le 18 novembre l'indépendance de la Belgique, proclamée par décret par le gouvernement provisoire le 4 octobre. L'assemblée adopte une constitution qui met en place une monarchie constitutionnelle, et élit Léopold de Saxe-Cobourg-Gotha comme roi des Belges. Le Congrès convoque des élections législatives pour 1831 avant de se dissoudre. |
| 14 décembre 1830 - 2 février 1831 | États pontificaux | Conclave                                  | Ce conclave est convoqué pour désigner un successeur au pape Pie VIII, décédé le 1er décembre. | Voir l'article : Liste d'élections en 1831. |
| 5 juillet 1830 - 3 octobre 1831   | États-Unis        | Législatives (chambre (en) et sénat (en)) | | Voir l'article : Liste d'élections en 1831. |

## Élections en subdivisions nationales en 1830
Cette section concerne les élections législatives dans un État fédéré, une subdivision territoriale ou une colonie d'un État souverain, ainsi que leurs principaux référendums.
| Date                               | Subdivision | État                     | Élection ou référendum | Contexte                            | Résultat                                    |
| ---------------------------------- | ----------- | ------------------------ | ---------------------- | ----------------------------------- | ------------------------------------------- |
| 13 décembre 1830 - 15 janvier 1831 | Bavière     | Confédération germanique | Législatives (de)      | Élections de la troisième mandature | Voir l'article : Liste d'élections en 1831. |